# Meridian, Texas
Meridian là một thành phố thuộc quận Bosque, tiểu bang Texas, Hoa Kỳ. Năm 2010, dân số của xã này là 1493 người.

## Dân số
- Dân số năm 2000: 1491 người.
- Dân số năm 2010: 1493 người.